# Lasse Mikkelsen
Lasse Mikkelsen (født 19. maj 1988) er en dansk håndboldspiller fra den nordjyske by Hjallerup, som spiller i Skjern Håndbold i den danske liga. Han har tidligere spillet i Hjallerup IF, AaB Håndbold, KIF Kolding og i Melsungen i den tyske bundesliga. Han er primært playmaker og kendt for sit store overblik og sikkerhed på straffekast. I skrivende stund har han optrådt 4 gange på det dansk A-landshold, samt 13 gange på U-landsholdet og 16 Y-landsholdskampe.